# ディレードデッドボール
ディレードデッドボールとはソフトボールにおいてボールデッドでもインプレイでもない状態のこと。「オフィシャル ソフトボール ルール」には
「プレイが完了するまでボールインプレイで、そのプレイが一段落したのち、審判員が適切な処置をすることをいう」
と記されている。

## 概要
1. 不正投球
2. 打撃妨害
3. 球審による捕手送球への妨害
4. 走塁妨害
5. 野手がグラブ・ミット・帽子などを故意に投げて送球やフェアの打球に触れた

などが発生した際に、審判はボールデッドとせずに一旦プレイをそのまま流し、その後に生じた結果により、時間をさかのぼり処置を決定する。
審判は左腕を水平に伸ばし、拳を握ることでディレードデッドボール状態であることを示す。

## 説明
野球においては、プレイの状態は「ボールデッド」と「ボールインプレイ」の二つしか定義されていない。打撃妨害やボーク等の場合では、「原則ボールデッド」としプレイを止めないで成り行きを見守る特例ケースを指定しているが、実際上、上記「原則ボールデッド」となる要因が発生したとき、球審（あるいは他の審判でも）のジェスチャーが見える選手と見えない選手が攻撃・守備双方に存在し、本来の「成り行き」となるかが疑問である。このためソフトボールではこのディレードデッドボールという状態がルールで設けられている。

## その他
「ディレードデッドボール」の呼び名は、日本では投球が打者に当たる「デッドボール」（死球）と混同しやすいが、日本を除く各国では死球のことを「Hit by pitch」と呼ぶのでこの種用語による混乱は起こらない。